# أمازيغية الأطلس المتوسط
أمازيغية الأطلس المتوسط، (بالأبجدية الأمازيغية اللاتينية: tamaziɣt، تيفيناغ: ⵜⴰⵎⴰⵣⵉⵖⵜ) هي لغة أطلسية أمازيغية يتحدث بها أمازيغ وسط المغرب، وفي جميع أنحاء الأطلس المتوسط والأطلس الكبير. هذه اللغة، التي هي جزء من عائلة اللغات الأفرو آسيوية تستخدم الحروف الأبجدية الأمازيغية. الغالبية العظمى من أمازيغ الأطلس الأوسط تعيش في منطقة بني ملال خنيفرة، يمكن للمرء أيضاً العثور عليها في محافظة إفران وأزرو والخميسات.